# 曼彻斯特镇区 (俄亥俄州亚当斯县)
曼彻斯特镇区是美国俄亥俄州亚当斯县的一个镇区。2010年美國人口普查时共有2,052人。，绝大多数住在曼彻斯特。
在俄亥俄州，仅在摩根县有同名的镇区。

## 地理
曼彻斯特镇区位于亚当斯县南部，俄亥俄河畔，与以下镇区接壤：
- 门罗镇区 - 东
- 斯普里格镇区 - 西

肯塔基州刘易斯县与曼彻斯特镇区隔俄亥俄河相望。 
曼彻斯特位于镇区南部。

## 政府
镇区有3人组成的理事会管理。理事会理事选举在奇数年11月举行，并在来年1月1日开始四年任期。两名理事的选举在总统选举后一年举行，另一名的选举在总统选举前一年举行。镇区财务官亦由选举产生，与一名镇区理事选举同时举行，不过在来年4月1日才开始四年任期。若财务官或理事职位有空缺，将由剩余理事填补。